# جزر دقيق
جزر دقيق (الاسم العلمي:Daucus pusillus) هو نوع من النباتات يتبع جنس الجزر من الفصيلة الخيمية.